# 나카자와촌 (나가노현)
나카자와촌(일본어: 中沢村)은 일본 나가노현 가미이나군에 설치되었던 촌이다. 현재의 고마가네시에 해당한다.

## 역사
- 1889년 4월 1일 - 정촌제 시행에 ㅡ이해 가미이나군 나카자와촌이 단독으로 자치체를 형성하였다.
- 1954년 7월 1일 - 아카호정, 미야다정, 이나촌과 합병해 고마가네시가 성립하여, 동일 나카자와촌은 폐지되었다.

## 참고문헌
- 角川日本地名大辞典 20 長野県